# Teratornis
Teratornis es un género extinto de ave de la familia Teratornithidae. Fue una gran ave voladora de América del Norte, con una envergadura de alrededor de 3,5 a 3,8 metros, un área alar de 17,5 m², con una altura estimada de 75 cm y un peso de alrededor de 15 kg.
Es algo más grande que el actual cóndor andino (Vultur gryphus) y casi dos veces más pesado que el cóndor de California. Una especie emparentada, Aiolornis incredibilis, fue alrededor de un 40 % más grande y vivió en una época anterior. Anteriormente se creía que eran una misma especie y eran nombrados bajo el nombre de Teratornis incredibilis, pero ahora la segunda especie se considera lo suficientemente distinta como para ser colocada en un nuevo género, Aiolornis.

## Registro fósil

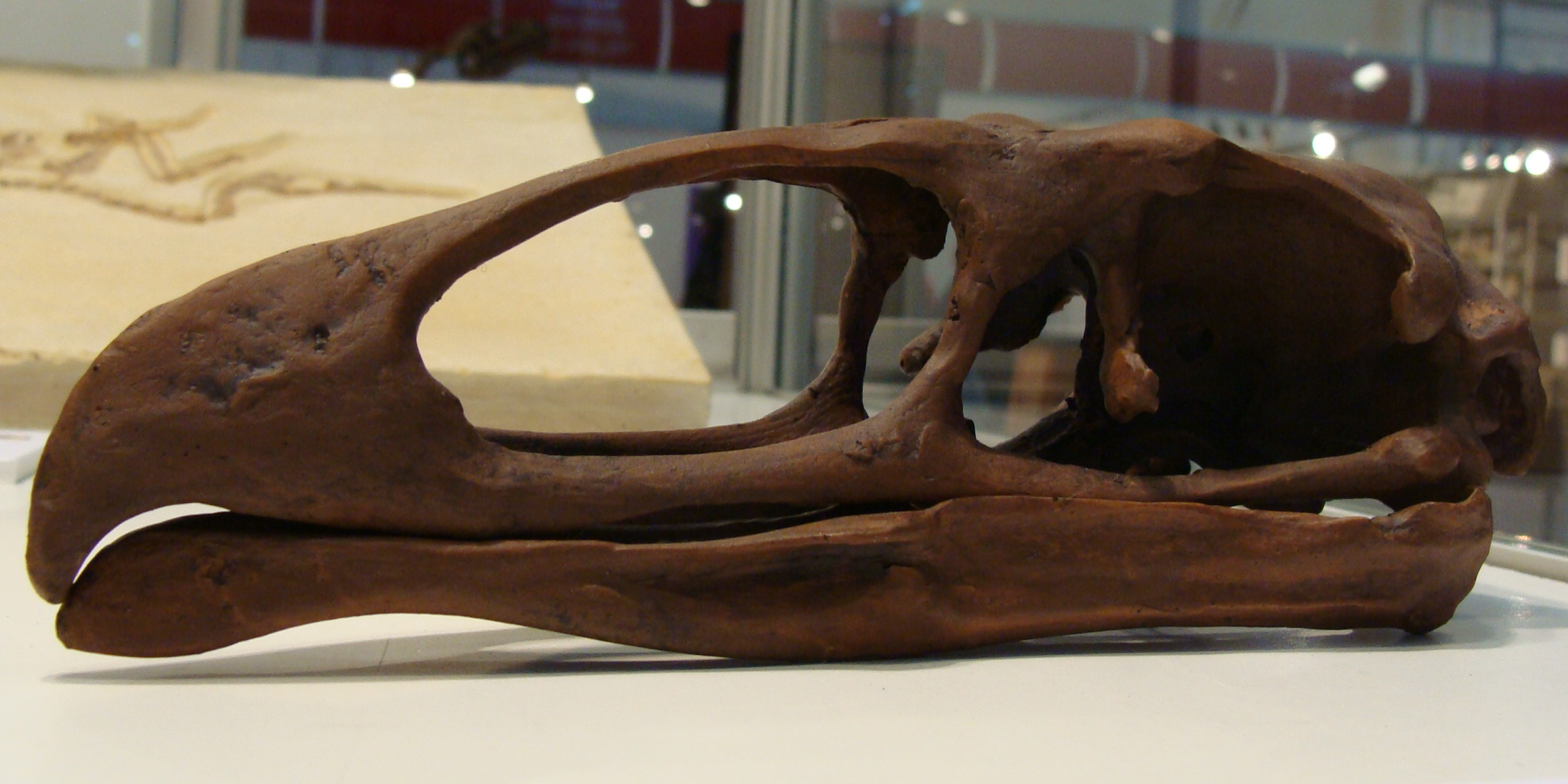
Cráneo

T. merriami es el más conocido de los teratornítidos. Un gran número de fósiles y huesos sin fosilizar, que pertenecen a más de 100 individuos, se han encontrado en lugares en California, el sur de Nevada, Arizona y Florida, aunque la mayoría son del Rancho La Brea, en California. Todos los restos datan del Pleistoceno Inferior, pero un esqueleto parcial proveniente de Leisey Shell, cerca de Charlotte Harbor, Florida (que puede representar una especie o subespecie) datan del Pleistoceno superior, y los más recientes datan de la división entre el Pleistoceno y el Holoceno.

## Características

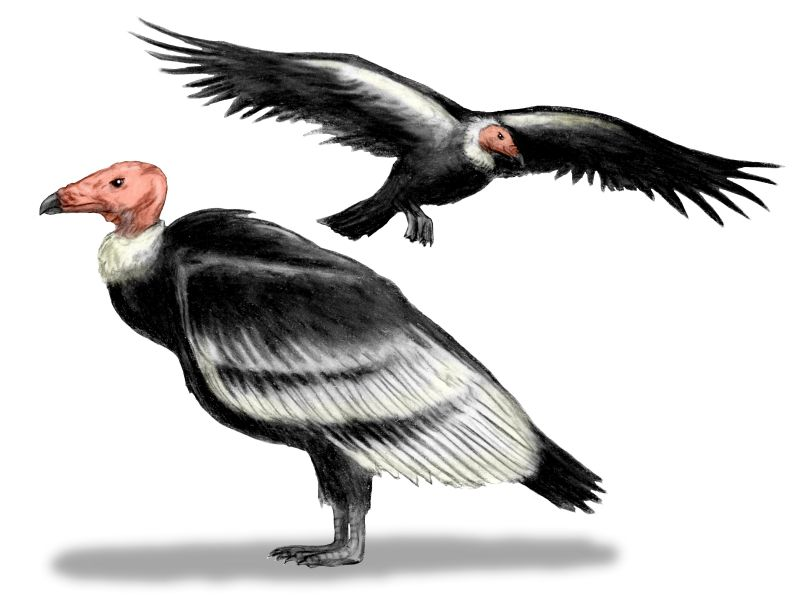
Recreación.

Los huesos de los dedos están fusionados como en todas las aves modernas, sin embargo, parte del dedo índice forma una plataforma que aumenta su carga alar, lo que permitiría al ave remontar corrientes fuertes. Las patas eran similares a las un cóndor andino, pero más robustas, y las garras podrían haberse utilizado para arrancar pedazos a sus presas, pero no en condiciones de forcejeo como en las aves de presa. Su carga alar no era mucho mayor que la de un cóndor de California, y Teratornis merriami debía haber sido capaz de despegar con sólo saltar y aletear un poco. De hecho, parece haber estado mejor adaptado para el despegue desde un lugar elevado como los cóndores, como lo demuestra el poco tamaño de sus patas.

## Ecología

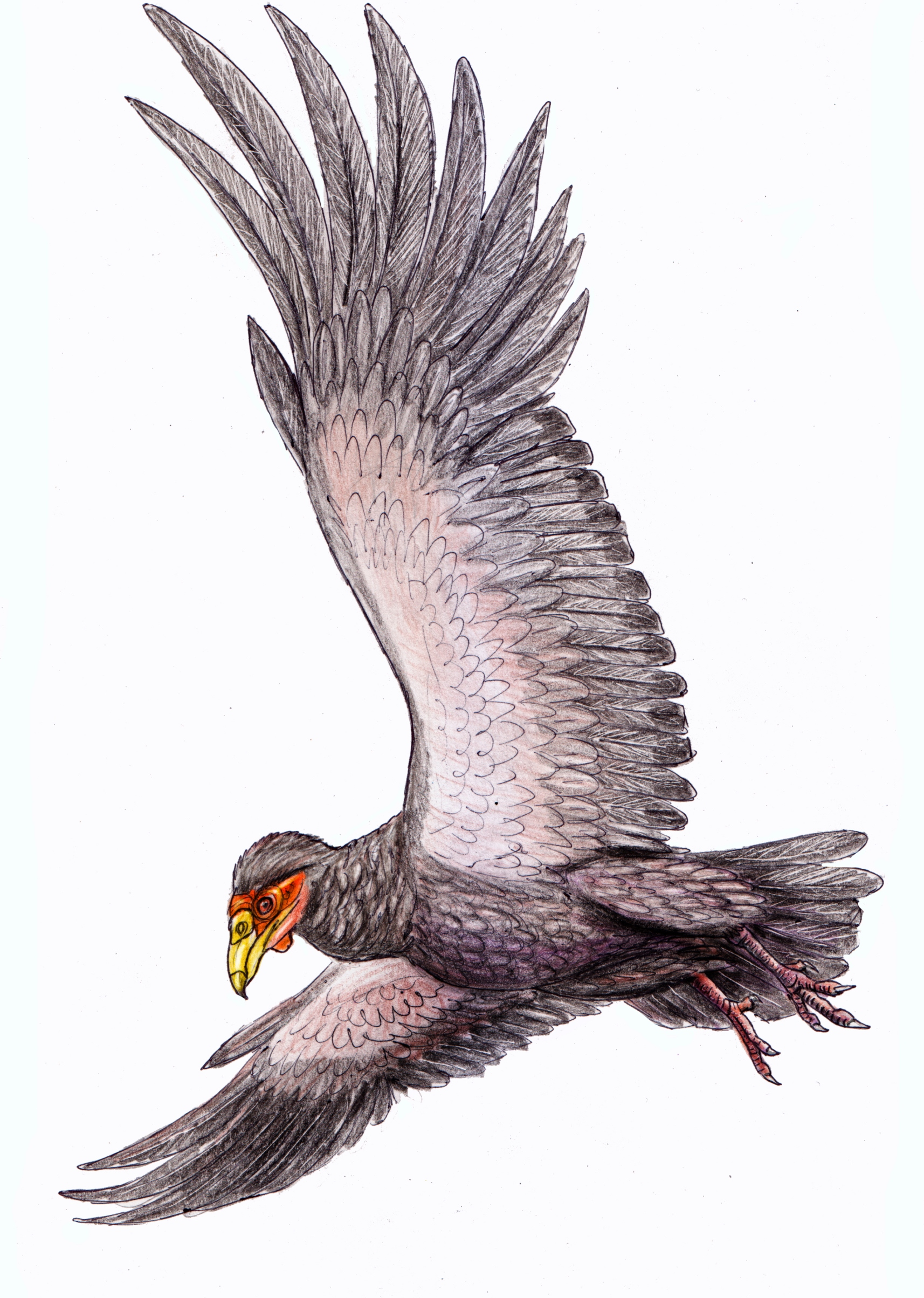
Ilustración de un ejemplar volando.

Los teratornis de Merriam vivían de manera similar a la de los cóndores actuales, aunque el mayor tamaño de su pico sugiere que se trataba de un depredador más activo. Probablemente ingería presas pequeñas del tamaño de conejos de un solo bocado, mientras que la carroña era consumida de una manera similar a la de buitres y cóndores. El gran número de huesos encontrados en La Brea Tar Pits suelen ser considerados como de Teratornis que fueron atraídos como la gran mayoría de la megafauna del Pleistoceno: tratando de beber de los charcos de agua que se formaban en la superficie de la brea, y quedando atrapados después en la pegajosa sustancia.
Aunque los buitres ya existían en ese momento, se cree que Teratornis no necesariamente competía con ellos con el alimento, ya que diversos análisis de su cráneo y pico sugieren que los peces eran parte importante de su dieta. Teniendo en cuenta que la fuerza de las patas, la robustez de las garras, y su poder de agarre no era tan desarrollada como en las águilas, es muy posible que se diera a la caza de presas acuáticas de forma similar a las águilas pescadoras, lo que también explica las grandes cantidades de ejemplares que se quedaron atrapados en la brea.

## Extinción

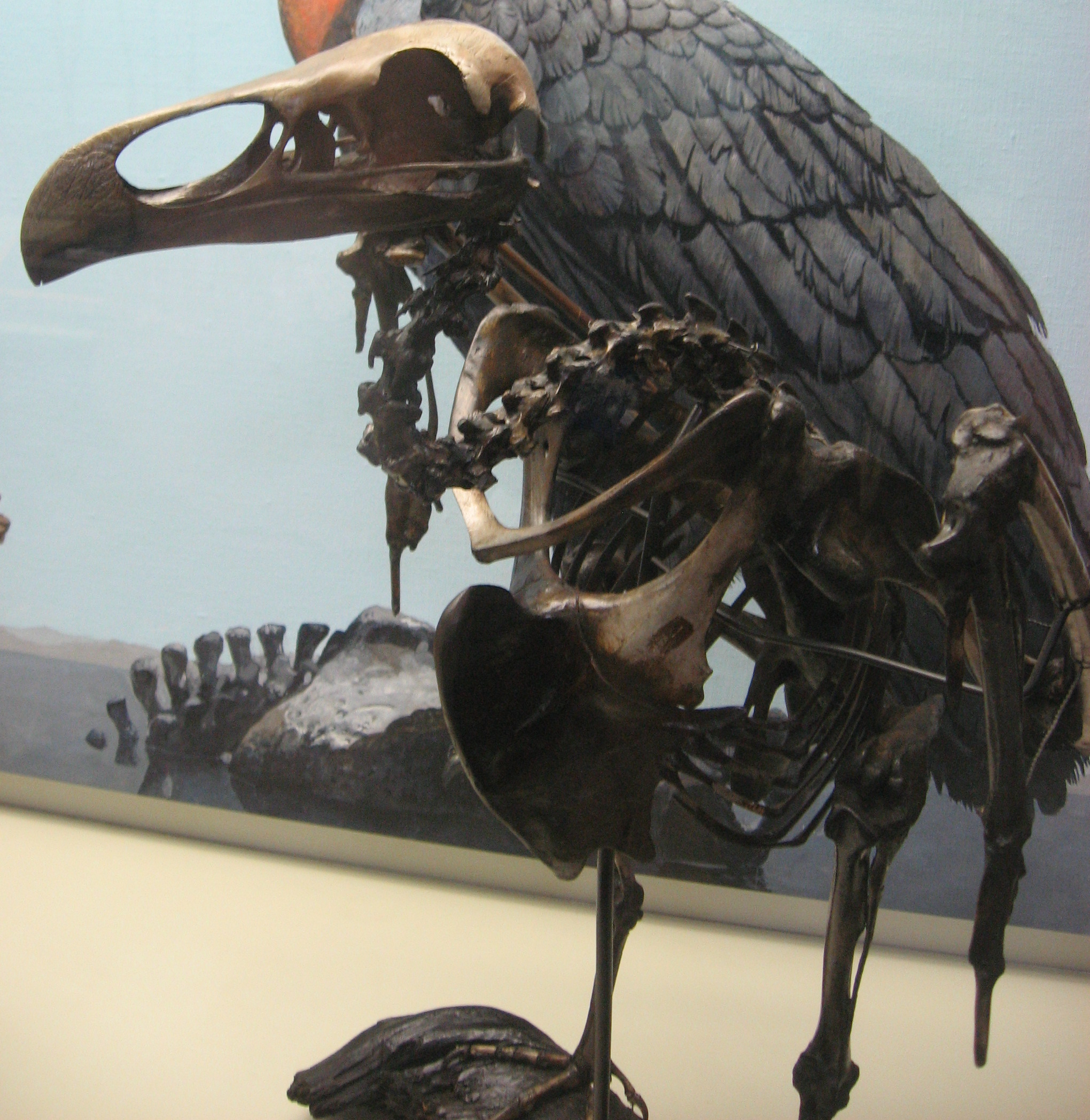
Espécimen en pose terrestre

La especie se extinguió probablemente debido a los cambios climáticos al final de la última edad de hielo que llevaron a alteraciones ecológicas generalizadas y la escasez de presas, exacerbada por la caza humana y su creciente influencia sobre el hábitat, en general, la mayoría de los grandes animales terrestres desaparecieron y la alteración de los patrones de precipitación afectaron gravemente las poblaciones de animales acuáticos. A pesar de ser un mejor cazador que el Cóndor de California, todavía era un depredador inferior a las águilas y halcones. Debido a su mayor densidad de población y su dieta más flexible, el cóndor aseguró su supervivencia, mientras que Teratornis no. Estudios isotópicos recientes sugieren que el cóndor de California ha logrado sobrevivir a la extinción de la megafauna, ya que también llega a consumir mamíferos marinos muertos frente a la costa del Pacífico. 

## Interacción con los humanos
T. merriami fue la mayor ave voladora que se haya encontrado en vida con el hombre. La reacción inicial fue, probablemente, de pavor, pero por los huesos encontrados se sabe que el ave no fue considerada sagrada como para no ser cazado. Por otra parte, la especie fue lo suficientemente grande y, posiblemente, lo suficientemente abusiva como para tratar de alimentarse de bebés humanos, aunque ciertamente no de manera regular. Después de que la especie se extinguió, tal vez su memoria persistió lo suficiente como para ser la base de los mitos de los thunderbirds (aves del trueno). Siendo que fue la mayor ave voladora que el hombre haya visto, es natural que se transformase tarde o temprano en una criatura sobrenatural.[cita requerida]